# Шаркич, Матия
Ма́тия Ша́ркич (черног. Матија Шаркић / Matija Šarkić; 23 июля 1997, Гримсби — 15 июня 2024, Будва) — черногорский футболист, вратарь. Выступал за сборную Черногории.

## Клубная карьера
Родился 23 июля 1997 года в городе Гримсби. Воспитанник юношеских команд футбольных клубов «Андерлехт» и «Астон Вилла».
Во взрослом футболе дебютировал в 2017 году выступлениями за команду «Уиган Атлетик», в которой провёл один сезон.
Впоследствии с 2018 по 2021 год играл в составе команд «Астон Вилла», «Стратфорд Таун», «Хавант энд Уотерлувилл», «Ливингстон», «Вулверхэмптон Уондерерс» и «Шрусбери Таун».
Своей игрой за последнюю команду привлёк внимание представителей тренерского штаба клуба «Бирмингем Сити», в состав которого присоединился на правах аренды в 2021 году. Отыграл за команду из Бирмингема следующий сезон своей игровой карьеры. Большинство времени, проведённого в составе «Бирмингем Сити», являлся основным голкипером команды.
В 2022 году вернулся в клуб «Вулверхэмптон». В этот раз провёл в составе команды один сезон.
В 2023 году защищал цвета клуба «Сток Сити».

## Карьера в сборной
В 2014 году дебютировал в составе юношеской сборной Черногории (U-19), всего на юношеском уровне принял участие в 12 играх, пропустив 21 гол.
В течение 2015—2018 годов привлекался в состав молодёжной сборной Черногории. На молодёжном уровне сыграл в 12 официальных матчах, пропустил 20 голов.
В 2019 дебютировал в официальных матчах в составе национальной сборной Черногории.
В течение карьеры в национальной команде, которая длилась 6 лет, провёл в ее форме 9 матчей, пропустив 17 голов.
Умер 15 июня 2024 года на 27-м году жизни в городе Будва.